# Poilannammia trimera
Poilannammia trimera är en tvåhjärtbladig växtart som beskrevs av Carlo Hansen. Poilannammia trimera ingår i släktet Poilannammia och familjen Melastomataceae. Inga underarter finns listade i Catalogue of Life.